# Germán Ancochea Quevedo
Germán Ancochea Quevedo   (Córdoba, 6 de maig de 1908 - Madrid, 12 de març de 1981) va ser un destacat matemàtic espanyol, acadèmic de la Reial Acadèmia de Ciències Exactes, Físiques i Naturals.

## Biografia
Els seus pares eren oriünds d'A Pobra de Trives, lloc on va retornar la seva mare després de la mort del seu pare quan ell comptava amb quatre anys. Va cursar els estudis primaris en el Col·legi Santa Leonor i d'ensenyament mitjà en l'Institut d'Ourense. La Llicenciatura de Ciències Exactes la va obtenir després de completar els seus estudis en la Universitat Central de Madrid; el 1930 va obtenir el «Premi Extraordinari de la Llicenciatura.»
Va presentar la seva tesi doctoral a París sota la direcció d'Élie Cartan, sobre «Espais de Finsler». Els seus resultats els va publicar l'any 1934 a la Revista Matemática Hispano-Americana, en dos articles titulats Derivaciones covariantes e identidades de Ricci en los espacios de Finsler i Invariantes de un hilado triple.
El 30 de gener de 1936 va ser nomenat catedràtic numerari de Geometria analítica de la Facultat de Ciències de la Universitat de La Laguna.
El 3 de juliol de 1936 va accedir a la Càtedra d'anàlisi matemàtica de la Facultat de Ciències de la Universitat de Salamanca. L'any 1942 fou nomenat vicedegà de la citada Facultat i posteriorment, el 25 d'octubre de 1945, Catedràtic d'Universitat de matemàtiques especials de primer i segon curs per a Químics en la Facultat de Ciències de la Universitat de Salamanca. I el 1947 va ser nomenat Catedràtic de geometria descriptiva de la Facultat de Ciències de la Universitat de Madrid, que va exercir fins a la seva jubilació l'any 1978. L'any acadèmic 1959-1960 va exercir com a professor de Matemàtiques a l'Escola de Física i Matemàtiques de la Universitat Central de Veneçuela.
El 7 de gener de 1956 fou elegit acadèmic de la Reial Acadèmia de Ciències Exactes, Físiques i Naturals, i hi va ingressar el 23 de novembre de 1966 amb el discurs Estructuras algebráicas.
La seva important labor científica, centrada en els camps de la Geometria diferencial, de l'àlgebra i de la geometria algebraica, va quedar reflectida a Sixto Ríos García en Algunos rasgos biográficos de D. Germán Ancochea, publicat el 1981. Quant a les seves publicacions, de les seves 29 treballs només 6 estan publicats en revistes espanyoles i els restants en revistes matemàtiques del més alt rang internacional.

## Obres
- Sobre el teorema fundamental de la Geometría proyectiva
- Le théorème de von Staudt en Géométrie projective quaternionienne
- Interpretación geométrica de la curvatura proyectiva de una curva plana
- Géométrie differentielle des singularités des courbes de l'espace projectif